# Taseopteryx thermozona
Taseopteryx thermozona là một loài bướm đêm trong họ Noctuidae.